# Пластиковое загрязнение

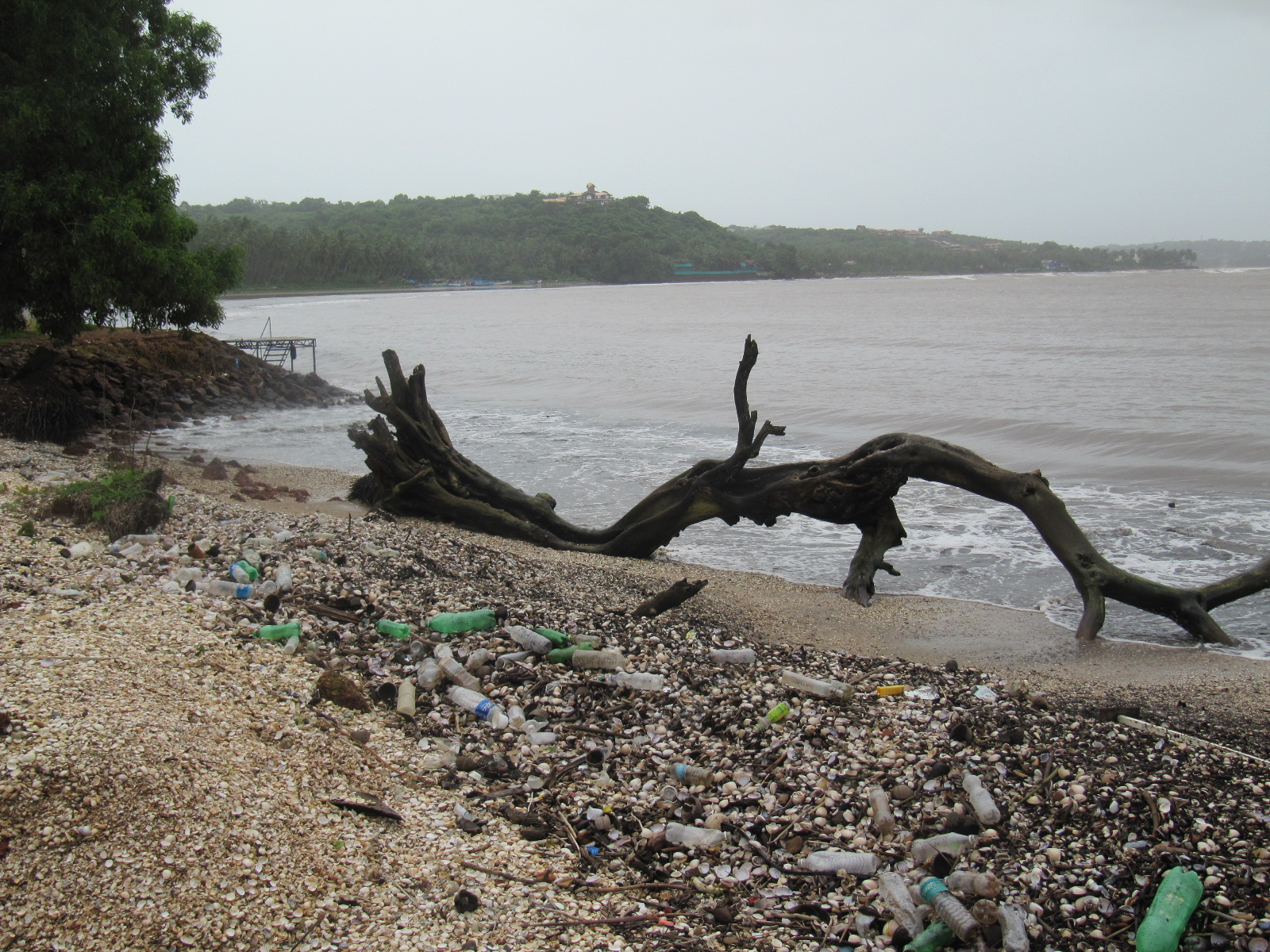
Пластиковое загрязнение на пляже в Индии

Пластиковое загрязнение — процесс накопления продуктов из пластмасс в окружающей среде, отрицательно сказывающийся на дикой природе, среде обитания диких животных и людей. В окружающую среду попадает огромное количество пластиковых отходов.
Существует очень много видов и форм пластикового загрязнения. Пластиковое загрязнение отрицательно влияет на земную поверхность, водные пути и океаны. Усилия по сокращению пластикового загрязнения предпринимаются в различных регионах и включают в себя попытки снизить потребление одноразовых пластмасс и поощрение их переработки.
Распространение пластикового загрязнения коррелирует с невысокой ценой и долговечностью пластмасс, а также незаменимостью в данный момент этого материала в некоторых сферах, что определяет высокий уровень его использования человеком.В 2022 году во всём мире было произведено 400 млн тонн пластика. За последние 30 лет потребление пластмасс возросло в 4 раза.
Всего же, с 1950 по 2018 год было произведено около 6,3 млрд тонн пластика, из них было переработано около 9 %, а сожжено — 12 %.

## Типы

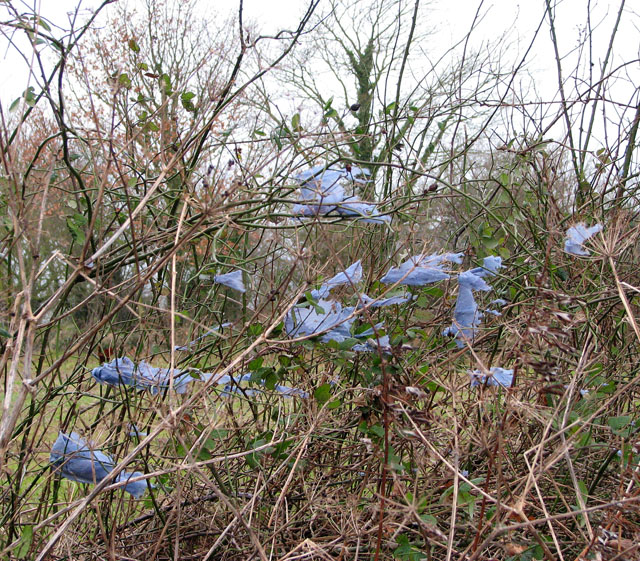
Пластиковый мусор на растениях

Пластиковое загрязнение представлено множеством форм, в том числе засорением водоёмов (выбрасывание отходов в реки, озёра, моря, океаны), загрязнение воды частицами пластика, пластиковыми сетками и так далее.
Отдельно выделяется загрязнение микропластиком – частицами пластика длиной менее 5 мм. Микропластик образуется при износе пластиковых изделий в ходе их эксплуатации и обслуживания (истирание шин и дорожной разметки, стирка одежды и т.п.), а также при разрушении выброшенных предметов из пластика.
Согласно исследованию 2017 года, посвященному изучению источников попадания первичного микропластика в мировой океан, было установлено, что 35% такого микропластика образуется при стирке одежды из синтетических тканей, 28 % — при износе автомобильных шин, 24 % является городской пылью.
Частицы микропластика обнаруживаются в различных средах, в частности в атмосфере и в дождевых осадках.

## Объёмы
Пластиковое загрязнение является частью большой проблемы обращения со всеми отходами в мире.
Для сравнения: согласно аналитическим отчётам, в год в мире выбрасывают 2 млрд тонн твёрдых бытовых отходов, из которых почти половина — 44 % — это органический и пищевой мусор, еще 17 % — бумага и картон, а пластиковые отходы составляют около 12 %.
По данным ОЭСР, источником 40% пластиковых отходов является упаковка, 12% - потребительские товары и 11% - одежда и текстиль.
При этом, 1960-х годах пластмассы составляли менее 1 % твёрдых бытовых отходов.
По подсчётам шотландской экологической организации Zero Waste Scotland, углеродный след производимых пищевых отходов может быть выше, чем пластиковых.
В частности, было обнаружено, что 456 000 тонн пищевых отходов, производимых в шотландских домохозяйствах, вносят свой вклад примерно в 1,9 млн тонн CO₂, что в три раза выше, чем 224 000 тонн пластиковых отходов.
В России  в бытовых отходах наибольшую долю занимают пищевые отходы – 30 %, а также бумага и картон – 22%. Доля пластика составляет 10%.
Мировыми лидерами по загрязнению планеты пластиком являются компании Coca-Cola, PepsiCo и Nestlé.

## Воздействие на окружающую среду

### Земля
Среднее время разложения пластмассовых изделий, созданных по разным технологиям, колеблется от 6 месяцев до 700 лет. Полиэтиленовые пакеты, которые повседневно используются людьми, в природе разлагаются от 100 до 200 лет. Это обратная сторона прочности и долговечности пластиковых изделий. При этом стеклянная бутылка может разлагаться до 1 млн лет.
Основные опасения связаны с тем, что пластмассы, попадая в землю, распадаются на мелкие частицы и могут выбрасывать в окружающую среду химические вещества, добавленные в них при производстве. Это могут быть такие вещества, как Бисфенол-А, которые представляют потенциальную опасность при значительных концентрациях. Отмечается отрицательное влияние микропластика на некоторые почвенные организмы, в то же время, такие организмы играют важную роль в разрушении пластика в почве.
Кроме того, так называемый биоразлагаемый пластик по мере разложения может высвобождать метан, который является очень сильным парниковым газом, что вносит существенный вклад в глобальное потепление.
При попадании на полигоны пластик не представляет потенциально никакой угрозы, так как полигон — специальное инженерное сооружение, которое создается для защиты окружающей среды и здоровья человека и препятствует загрязнению в том числе почвы и подземных вод.
Большинство вреда наносит именно тот пластик, который выбрасывает сам человек в непредусмотренных для этого местах или который оказывается на стихийных свалках.

### Океан
По данным Всемирного фонда дикой природы (WWF), от 5 до 12 млн тонн пластика оказывается в Мировом океане ежегодно.
По оценкам 2014 года на поверхности океана находится 268 940 тонн пластика, а общее количество отдельных кусков пластикового мусора составляет 5,25 трлн.
Как показало исследование, проведённое Дженной Джембек из Университета Джорджии в 2015 году, пластиковый мусор выносится в океаны реками или попадает туда с суши из-за неправильного захоронения отходов (в основном в странах Азии) — в среднем по 9 млн тонн ежегодно.
По оценке Джембек, в 2010 году половина смытых в океан пластиковых отходов приходится всего на пять азиатских стран: Китай, Индонезию, Филиппины, Вьетнам и Шри-Ланку.
90% пластика выносится в мировой океан всего через 10 рек: азиатские Янцзы, Инд, Хуанхэ, Амур, Меконг, Ганг, Чжуцзян и Хайхэ, африканские Нигер и Нил.
Как отмечается в отчёте Программы ООН по окружающей среде, 70% плавающего в океане крупного пластика связано с рыболовством.
В океане обнаружены частицы микропластика, попадающие в него со стоком рек, а также образующимися при разрушении плавающего пластикового мусора. Микропластик может заглатываться живущими в воде живыми организмами, встраиваясь в пищевые цепочки, последствия чего еще недостаточно изучены.
В 2017 году доктор Дженнифер Лаверс выяснила, что пляжи отдалённого необитаемого острова Хендерсон в Тихом океане завалены огромным количеством пластикового мусора, показатели загрязненности достигают 671 объекта на квадратный метр. Это самая большая плотность мусора вне свалок, когда-либо зарегистрированная официально. Связано это с тем, что остров находится в центре океанического течения под названием Южный Тихоокеанский круговорот, и в результате стал фокусной точкой для мусора, плывущего от Южной Америки или сбрасываемого с рыболовецких судов.

### Воздействие на животных
Пластиковое загрязнение способно отравить животных, что, в свою очередь, может негативно повлиять на поставку продуктов питания человеку.
Пластиковое загрязнение было описано как имеющее весьма пагубные последствия для крупных морских млекопитающих и в книге «Introduction to Marine Biology» называлось «самой серьёзной угрозой» для них. Некоторые морские виды, такие как морские черепахи, были обнаружены со значительной долей пластмасс в желудке. Когда такое происходит, животное обычно голодает, потому что пластмассы блокируют желудочно-кишечный тракт животного. Морские млекопитающие могут иногда запутаться в пластмассовых изделиях, таких как сетки, которые могут нанести вред или убить их.
Более 260 видов животных, в том числе беспозвоночных, как сообщается, либо случайно проглатывают пластик, либо запутываются в пластике. По оценкам, 100 тыс. морских млекопитающих и черепах погибают ежегодно в результате пластикового загрязнения в океанах (запутываются в сетях и веревках, проглатывают куски пластика  и т.п.). В 2004 году было подсчитано, что чайки в Северном море имели в среднем по тридцать кусков пластика в их желудках.

## Последствия для человека
Основные компоненты пластика химически инертны и не представляют угрозы для здоровья, в связи с чем пластик широко используется в пищевой упаковке, медицинском оборудовании и расходных материалах. Одновременно высказываются опасения о возможном негативном влиянии на здоровье некоторых веществ, которые могут добавляться в изделия из пластика для улучшения их потребительских свойств.
ВОЗ объявила, что угроза микропластика для человека не доказана. Всего было изучено 52 публикации, посвящённые микрочастицам, и обнаружено, что только четыре соответствуют критериям качества. Эксперты отметили, что сегодня концентрации микропластика в питьевой воде не опасны для человека, но признали, что знания по этому вопросу пока ограниченны. То есть в организации считают, что для более точной оценки нужно больше качественных исследований.
Пластиковый мусор (как и другой хорошо заметный мусор) может влиять на визуально-эстетическую привлекательность местности.

### Клиническое значение
В поликорбанатных пластиках может содержаться Бисфенол А, используемый в качестве пластификатора. Согласно отчету ВОЗ, большие дозы Бисфенола А могут быть опасны для здоровья. Как отмечает Управление по контролю качества пищевых продуктов и лекарственных средств США (FDA), из упаковки в пищевые продукты могут попасть только очень небольшие количества Бисфенола А, не представляющие какой-либо опасности.
В большинстве случаев пластиковые товары могут считаться безопасными, если имеют сертификаты от фирмы-производителя. Особенно жёсткие требования предъявляются для медицинских, детских товаров и пластиков, контактирующих с пищей. Поэтому стоит следить, чтобы маркировка пластика соответствовала назначению товара. Если сертификатов нет, то этот товар контрафактный, а значит, его производители могут использовать некачественное сырье. Один из возможных индикаторов «неправильного» пластика — резкий неприятный запах. Такие товары использовать не рекомендуется.

## Усилия по снижению

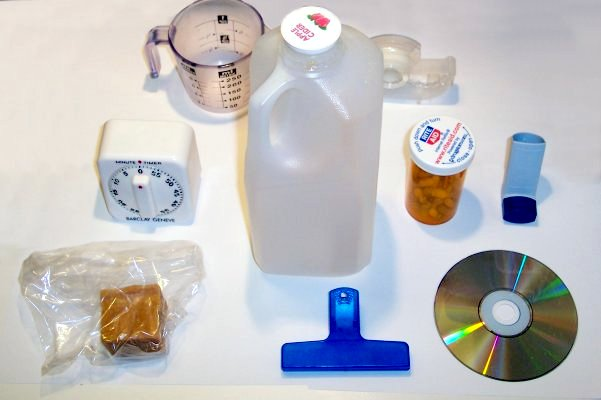
Примеры изделий, изготовленных из пластика

Проблеме пластикового загрязнения, в том числе океана, в последнее время уделяется много внимания и прилагаются немалые усилия для её решения.
Недавно Кения присоединилась к растущему числу стран, которые запретили полиэтиленовые пакеты, наложив внушительные штрафы и введя для нарушителей наказание вплоть до тюремного заключения. Таиланд — одна из первых стран Юго-Восточной Азии, которая ввела запрет на одноразовые пластиковые пакеты, и шестая страна в мире по объёмам сброса отходов.
В Европе начиная с 2021 года планируется постепенный отказ от применения только одноразовых, а не всех изделий из пластика, там, где для пластика есть замена. В ряде сегментов одноразовому пластику нет сопоставимой по характеристикам альтернативы: бутылки для питьевой воды, памперсы.
На территории ЕС к 2030 году вся полимерная упаковка должна быть перерабатываемой и пригодной для повторного использования. Также существуют организации и объединения, стимулирующие переработку. К примеру, Pledging Campaign — кампания Европейской комиссии по увеличению объёма вторичных полимеров, используемых в промышленности, в три раза.
Также отмечается, что использование пластиковой упаковки оказывается наиболее эффективным с точки зрения снижения выбросов парниковых газов. Согласно исследованию McKinsey, в 13 из 14 рассмотренных случаев применения пластмасс они  обеспечивают более низкие выбросы парниковых газов, чем альтернативы.
Хотя некоторые организации и предприятия поставили под запрет некоторые часто используемые пластмассовые изделия, такие как пластиковые бутылки и пакеты, большинство крупных компаний пошло по пути развития цикличной экономики.
В России к 2030 году планируется значительно увеличить количество перерабатываемых коммунальных отходов. Предполагается перейти на 100% сортировку бытового мусора, что позволит уменьшить объём захоронений на мусорных полигонах на 50% и отправлять на переработку более трети отходов.
Так, компания Coca-Cola объявила своей целью «собирать и перерабатывать 100 % своей упаковки к 2030 году». PepsiCo, Amcor и Unilever обязались перерабатывать 100 % многоразовой, пригодной для переработки и компостируемой упаковки к 2025 году. Johnson & Johnson теперь производит ватные палочки с бумажной основой.
Запрет на использование микропластика для эффекта пилинга в косметике вступает в силу в США, Канаде, Великобритании и ещё четырёх странах. Бьюти-компаниям придётся искать экологичные аналоги микропластика, что может привести к €12 млрд убытков ежегодно.
Также существует экспертное мнение, что биоразлагаемая упаковка — это миф. То, что за неё выдаётся производителями, является в большинстве случаев био-деградирующими полимерными материалами, которые не разлагаются за 1-2 года, как уверяют потребителей, а лишь распадаются на мелкодисперсные частицы, обладающие повышенной миграционной способностью в природной среде. Их сдувает ветром со свалок и полигонов бытовых отходов, смывает сточными водами. Они попадают за пределы мест утилизации, нанося больший вред природе, чем обычные полимеры. Недобросовестные производители псевдо-биоразлагаемой упаковки из пластика массово вводят в заблуждение потребителей, играя на их чувстве экологической ответственности; обман потребителей с помощи приставки «био-» принимает масштабные обороты.
Общество защиты прав потребителей выиграло суд по делу о псевдо-биоразлагаемой упаковке. Суд признал, что изготовитель мусорных био-пакетов ООО «Гринпак» (торговая марка Ecoway) распространял заведомо ложную информацию о своём товаре. В частности, в описании мусорных био-пакетов производитель указывал следующее: «БИО пакет после использования разлагается в естественных условиях в течение 3 лет, в то время как обычный полиэтиленовый пакет разлагается в природе до 200 лет».

### Утилизация и переработка
Исследование Science Advances в 2017 году выявило, что к 2015 году было произведено около 6,3 млрд тонн пластиковых отходов, из которых только 9 % переработано.
Специалисты выделяют три основных способа утилизации пластика: захоронение на полигонах, сжигание или переработка для повторного использования в производстве.
При этом на полигонах, специальных сооружениях существует система защиты сточных вод, они безопасны для окружающей среды, но с экономической точки зрения не эффективны.
У сжигания пластиковых отходов специалисты отмечают ряд преимуществ перед захоронением на полигонах, так как это не требует больших площадей и энергия горения может быть использована для производства электроэнергии, что может вернуть часть ценности утилизированных материалов.
В то же время, при сжигании твёрдых бытовых отходов возникает проблема выброса в атмосферу загрязняющих веществ, которые не может быть полностью решена. Также, сжигание мусора не стимулирует население к ответственному обращению с отходами. В России сжигается около 2% бытовых отходов.
Однако большинство экологов выступают именно за переработку пластмасс как более экологичного и эффективного способа утилизации.
По мнению левоцентристской экологической организации «Центр климатической целостности» переработка пластика ни технически, ни экономически нецелесообразна.
Получение пластика из вторсырья выходит гораздо дороже, чем его производство из первичной пластмассы. Для переработки годится всего 14% пластика. Кроме того, переработать пластик можно только один раз, т.к. затем его качество сильно ухудшается.  Как утверждает организация, компании по добыче нефти и производству пластика уже десятилетия знают о неэффективности переработки пластика, но продолжают её продвигать, чтобы успокоить общественность
Выделяются следующие способы переработки пластика: механический, химический и термический.
Механический способ заключается в сортировке и очистке пластиковых отходов, после чего их измельчают и гранулируют. Готовые гранулы используются как сырье для производства новых пластиковых изделий.  Химический способ заключается в выделении или переработке полимерных молекул до мономеров и олигомеров при помощи химических реакций (гидролиз, гликолиз, метанолиз). Потенциально использование химического рециклинга позволяет реализовать замкнутый цикл пластмасс, в ходе которого из мономеров вновь создаются полимеры.
Термический способ предусматривает термическое разложение пластика (пиролиз, газификация). Получаемыми продуктами являются жидкие углеводороды, углеводородный газ, кокс.
Темпы переработки каждого типа пластика различны, так в 2011 году общий уровень переработки пластика составлял около 8 % в США  (переработано примерно 2,7 млн тонн пластмасс). Некоторые пластмассы перерабатываются больше, чем другие; в 2011 году «были переработаны 29 % полиэтилентерефталатных и 29 % полиэтиленовых бутылок и банок».
В отдельных странах объёмы переработки пластика значительно выше – в Швеции перерабатывается 49% пластика (и 84% пластиковых бутылок). Как ожидается, к 2031 году рынок переработки пластика достигнет $77 млрд.
Из вторично переработанного пластика изготавливается широкий спектр изделий: столы, скамейки, мусорные контейнеры, трубы, стройматериалы, бутылки для бытовой химии, тару и упаковку для пищевых продуктов, упаковочные пленки и т.п. Одним из популярных направлений является изготовление из вторичного пластика полиэстэра, который используется для производства одежды, наполнителей мягких игрушек и т.п..
В России
Ежегодно в России образуется около 60 млн тонн бытовых отходов, доля пластика в них составляет 10%. По состоянию на 2022 год, перерабатывается 10-12% пластиковых отходов, или около 800 тысяч тонн в год.  При этом пластик лидирует среди материалов, направляемых на вторичную переработку – в 2023 году из бытового мусора было собрано 50 тыс. тонн пластика, 35 тыс. тонн стекла и 30 тыс. тонн бумаги.